# Macropus antilopinus
Macropus antilopinus är en pungdjursart som först beskrevs av John Gould 1841. Macropus antilopinus ingår i släktet Macropus och familjen kängurudjur. IUCN kategoriserar arten globalt som livskraftig. Inga underarter finns listade.
Arten blir 150 till 190 cm lång och hanar är med en vikt upp till 70 kg tydlig större än honor som väger 15 till 30 kg. Hanar har dessutom en tanfärgad päls med inslag av rött. Honornas päls på ryggen och stjärten är däremot mellanbrun medan axlarna och huvudet är gråaktiga. Ett annat särdrag för honor är vita spetsar på öronens baksida. Vita framtassar och bakfötter förekommer hos båda kön. Typisk för hanar är stora svullnader på nosen bakom näsborrarna.
Pungdjuret förekommer i norra Australien. Den vistas där i låglandet i fuktiga skogar med undervegetation av gräs. Individerna bilder flockar som kan ha upp till 30 medlemmar.
Ofta lever äldre hanar ensam. Efter ungarnas födelse bildar hanar egna ungkarlsflockar som är skilda från honorna. Macropus antilopinus äter främst gräs. Mellan hanarna förekommer flera strider. Antalet strider ökar vid början av parningstiden under december som sammanfaller med början av regntiden. Efter cirka 35 dagar dräktighet föds vanligen en underutvecklad unge. Den kravlar till moderns pung (marsupium) och börjar dia sin mor. Efter cirka 20 veckor lämnar ungen pungen för första gången och efter 37 veckor är den självständig. Honor blir könsmogna efter 16 månader och efter 20 månader har de en full utvecklad pung. Hos hanar infaller könsmognaden efter 24 månader.
Några exemplar kan bli 16 år gamla.

## Bildgalleri

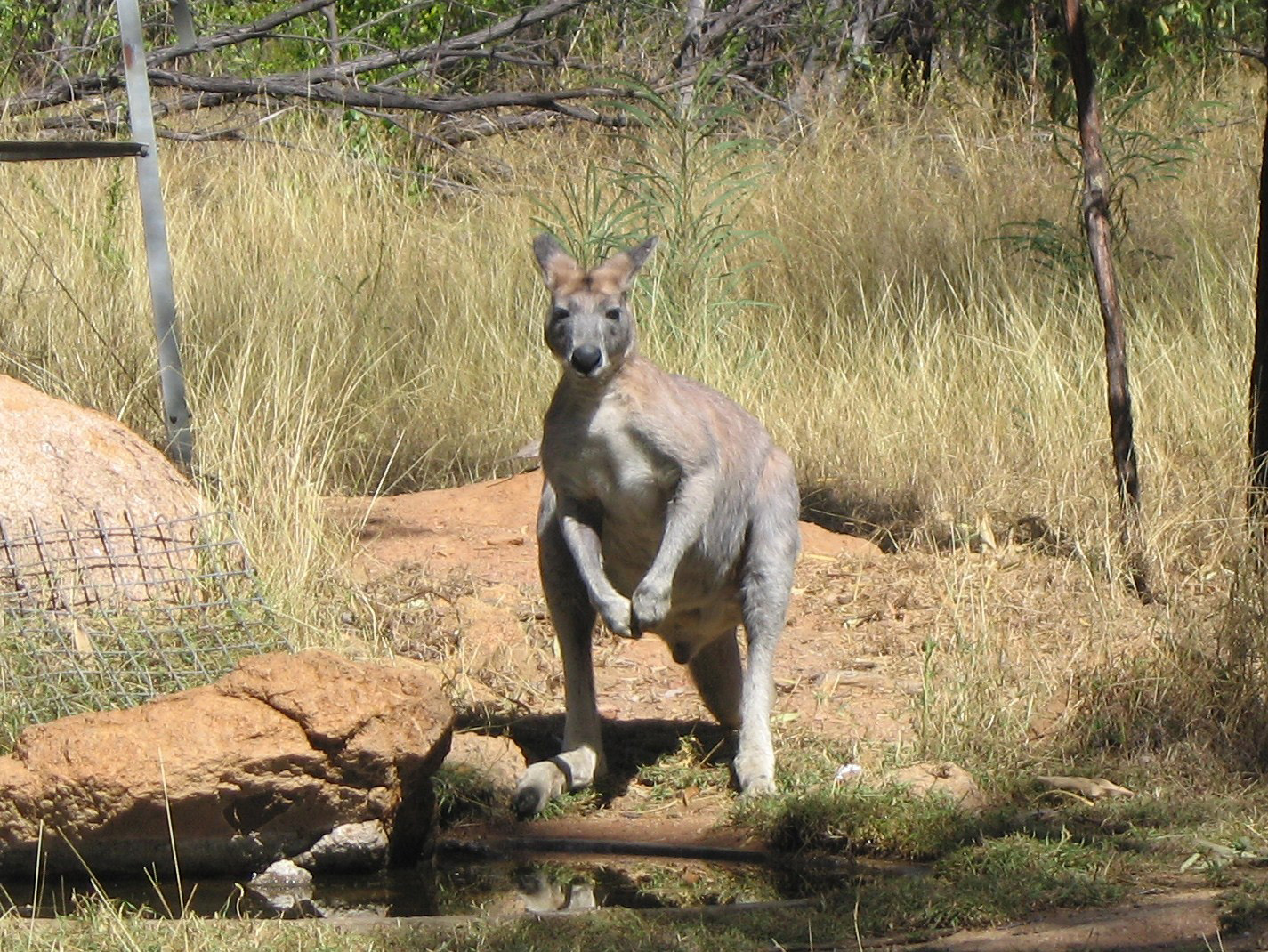